# Лікарня Лейшеньшань

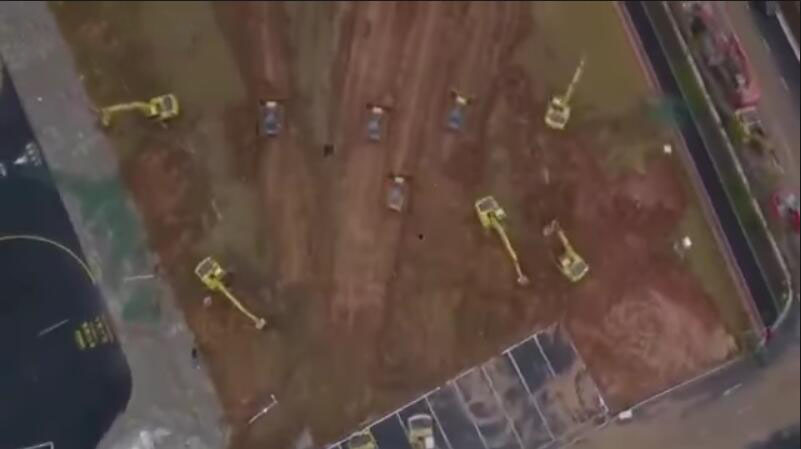
Будівельний майданчик лікарні Лейшеньшань

Лікарня Лейшеньшань (спрощ.: 雷神山医院; кит. трад.: 雷神山醫院; букв. «Лікарня Гори Громового Бога») — польова лікарня швидкої допомоги, побудована у зв'язку з поширенням коронавірусної хвороби в Китаї. Заклад розташований на парковці № 3 у селищіі спортсменів у районі Цзянся в Ухані в провінції Хубей. Перший етап будівництва було завершено 6 лютого 2020 року, а лікарню відкрили 8 лютого 2020 року. Разом із лікарнею Хуошеншань, було збудовано ще 16 інших тимчасових лікувальних закладів для ізоляції та лікування хворих на COVID-19. Лікарні Лейшеншань і Хуошеншань були закриті 15 квітня 2020 року.

## Етимологія
Назва «Лейшен» (кит.: 雷神; «Бог грому») пов'язана з Лейгуном, божеством у китайській традиційній релігії, яке карає як земних смертних, винних у таємних злочинах, так і злих духів, які використовували свої знання даосизму, щоб завдати шкоди людям.
Ім'я «Лей» (кит.: 雷; «Грім») також пов'язане з поняттям дерева (木) в у-сіні (кит.: 五行), де дерево породжує вогонь (木生火), а вогонь перемагає метал (火克金). У традиційній китайській медицині елемент метал (金) керує легенями (肺). Оскільки вогонь перемагає метал (火克金), назва виражає надію, що лікарня подолає респіраторну інфекцію, спричинену SARS-CoV-2, яка вражає легені.

## Історія
О 15:30 25 січня 2020 року міська влада Уханя вирішила збудувати додаткову лікарню під назвою «Лікарня Лейшеншань» унаслідок поширення коронавірусної хвороби, і призначила компанію «China Construction Third Engineering Bureau Group Co.Ltd.» основним підрядником для цього екстреного проєкту. Лікарня була розташована на парковці № 3 у селищі спортсменів у районі Цзянся міста Ухань. 27 січня Національна комісія з питань розвитку та реформ оголосила про виділення 300 мільйонів юанів для фінансування будівництва лікарні Хуошеншань і лікарні Лейшеншань. Того ж дня State Grid Corporation of China оголосила про пожертвування матеріальних матеріалів на суму 60,28 мільйона юанів на будівництво двох лікарень.
6 лютого 2020 року завершено будівництво лікарні. Через два дні, 8 лютого 2020 року, до лікарні було доставлено загалом 1600 ліжок. Того ж дня віце-прем'єр Сунь Чуньлань відвідала нову лікарню. Вона підкреслила, що лікування має проводитися виходячи з пріоритету тяжкості стану хворого. Того ж дня до лікарні поступили перші хворі.
Станом на 20 лютого 2020 року лікарня була розрахована на 1500 ліжок. 15 квітня 2020 року її «вивели у відставку» після проведення лікування 2011 хворих. Надалі лікарня залишилася в режимі очікування.

## Дизайн
Лікарня є будівлею типу польового госпіталю модульної конструкції. У ній знаходиться 32 зони для пацієнтів, 2 з яких призначені для тих, хто знаходиться в критичному стані, і 3 для тих, хто знаходиться у важкому стані.